# 春日由実
春日 由実（かすが ゆみ、本名：関谷 由実、1974年12月25日 - ）は、フジテレビ社員で、元アナウンサー。兵庫県出身。

## 来歴
岐阜県出身。兵庫県で幼少時代を過ごし、千葉県へ引っ越す。中学・高校時代は、米国ウィスコンシン州で過ごし帰国した。その後、学習院大学文学部に入学した。大学在学中は放送研究部に所属した。同研究部には、1年先輩に木村郁美（TBS）、後輩に山本モナ（元朝日放送、その後フリー）、山本真純（元日本テレビ、故人）も所属していた。
1997年、フジテレビに入社した。同期入社のアナウンサーは宇田麻衣子（退社後に転職）、深澤里奈（現在はフリー）、桜井堅一朗（2021年死去）。アナウンサーとして『とくダネ!』のプレゼンター、『FNNスーパーニュースWEEKEND』のメインキャスターなどを務めた。アナウンス室主任を務めた。
2002年にフジテレビ所属のドラマ制作センタープロデューサーである関谷正征と結婚した。2010年12月から産休に入り、2011年1月12日第一子を出産したことが報じられた。2013年5月15日より第二子出産準備のため産休に入る。
2017年6月、広報宣伝室への異動内示を受けアナウンス室を離れる。2021年現在は、企業広報部に勤務している。

## 人物
英語検定準1級を所持。

## 現在の担当番組
- もしもツアーズ（広報）

## 過去の担当番組
- スポーツLIFE HERO'S（ニュース、日曜日を担当。）
- こんやのニュース（日曜日）
- BSフジNEWS
- 全力!脱力タイムズ
- FNSの日・27時間テレビ'97（第11回の提供読み）
- 情報プレゼンター とくダネ!
- FNNスピーク
- ニュースJAPAN
- 水10!・ハッピーボーイズ!
- FNNスーパーニュースWEEKEND
- BSフジNEWS(木曜午後）
- レインボー発（木曜午後）
- 知りたがり!
- BSフジNEWS（水曜日）
- 志村けんのバカ殿様傑作選（不定期）ナレーション
- ウォンテッド!!
- となりのココロ
- 奇跡体験!アンビリバボー（広報）
- アウト×デラックス（広報）
- ボクらの時代（広報）